# Триселенид ниобия
Триселенид ниобия — бинарное неорганическое соединение
ниобия и селена
с формулой NbSe3,
тёмно-серые кристаллы.

## Получение
- Сплавление стехиометрических количеств чистых веществ:

{\displaystyle {\mathsf {Nb+3Se\ {\xrightarrow {600-700^{o}C}}\ NbSe_{3}}}}

## Физические свойства
Триселенид ниобия образует тёмно-серые кристаллы 
моноклинной сингонии,
пространственная группа P 21/m,
параметры ячейки a = 1,0009 нм, b = 0,3477 нм, c = 1,5632 нм, β = 124,017°.
NbSe3 является модельной системой для изучения волн зарядовой плотности [Monçeau, 1976].